# Estación Arroyo Dulce
Arroyo Dulce es una estación de ferrocarril ubicada en la localidad del mismo nombre, en el Partido de Salto, Provincia de Buenos Aires, Argentina.
En esta zona, la vía se encuentra abandonada, aunque a cargo de la empresa estatal Trenes Argentinos Cargas.

## Historia
Fue construida por la Compañía General de Ferrocarriles en la Provincia de Buenos Aires en 1908, como parte de la vía que llegó a Rosario en ese mismo año.